# 平田民之助
平田 民之助（ひらた たみのすけ、1868年8月8日（慶応4年6月25日） - 1938年（昭和13年）11月28日）は、日本の政治家。衆議院議員（2期）。

## 経歴
島根県出身。漢学と法律学を学び、農業を営む。三原村(現・川本町)議、同村長、邑智郡議、同参事会員、島根県議、三原郵便局長、邑智郡蚕業同業組合長、同農会長、矢上銀行、粕淵銀行各取締役、島根県農工銀行監査役、同取締役となる。
1920年の第14回衆議院議員総選挙において島根4区から立憲政友会公認で立候補して当選した。1924年の第15回衆議院議員総選挙では政友本党公認で立候補して再選した。衆議院議員を2期務めた。1928年の第16回衆議院議員総選挙には立候補しなかった。1938年死去。